# West Windsor (Vermont)
West Windsor – miasto w Stanach Zjednoczonych, w stanie Vermont, w hrabstwie Windsor.